# Zwitscher-Maschine
Die Zwitscher-Maschine. Journal on Paul Klee ist eine Zeitschrift für internationale Klee-Studien. Sie umfasst kunsthistorische und kunsttechnologische Studien sowie literarische oder philosophische Texte zu Leben und Werk von Paul Klee und steht Autoren der internationalen Klee-Forschergemeinschaft kostenlos offen (Open Access unter der Strategie primärer Veröffentlichung „Goldener Weg“).

## Profil
Die Zeitschrift richtet sich in erster Linie an internationale Paul Klee-Forscher, doch sie soll auch das allgemeine Paul Klee-Publikum ansprechen. Die Artikel erscheinen in der Originalsprache der Autoren mit einer englischen Zusammenfassung und zum Teil in integraler Übersetzung.
Die Fachzeitschrift erscheint halbjährlich in Onlineformat (PDF) in Zusammenarbeit mit dem Zentrum Paul Klee und bietet eine Open-Access-Plattform für Kurzbeiträge, die bis an hin in traditionellen Formaten wie Schriftenreihen oder Jahrbüchern publiziert wurden. Kommentare zu allen Beiträgen, die zur Verbesserung des wissenschaftlichen Artikels beitragen, sind erwünscht und werden an die Autoren weitergeleitet (Open-Peer-Review). Wahlweise werden Experten beigezogen, um die Eignung zur Veröffentlichung zusätzlich zu beurteilen.

Die Open-Access online-Zeitschrift »Zwitscher-Maschine« wird durch die finanzielle Unterstützung von Rita Klee ermöglicht. 
«Dank der ‹Zwitscher Maschine› erhalte ich sozusagen Zugang in das Atelier von Paul Klee und kann, fast als wäre ich ein Schüler am Bauhaus, Augenblicke seines Kunstwerks erhalten.»
Hans-Christoph von Tavel, ehemaliger Leiter des Kunstmuseum Bern und Vorsteher des Instituto Svizzero in Rom
Zwitscher-Maschine is not only a wonderfully fitting name for a journal entirely devoted to the study of the work of Paul Klee but extremely up to date as well. It is a highly informative and interesting publication which is a joy to read and to explore in the contemporary world of digital news and learning, with profound articles and new aspects of research about the artist and his connection to and influence on the wider, international art community.

Patrick Legant, Independent Art Consultancy, Board Member of the Association of Professional Art Advisors, Member of the Visiting Committee of the Paper Conservation Department, The Metropolitan Museum of Art, New York

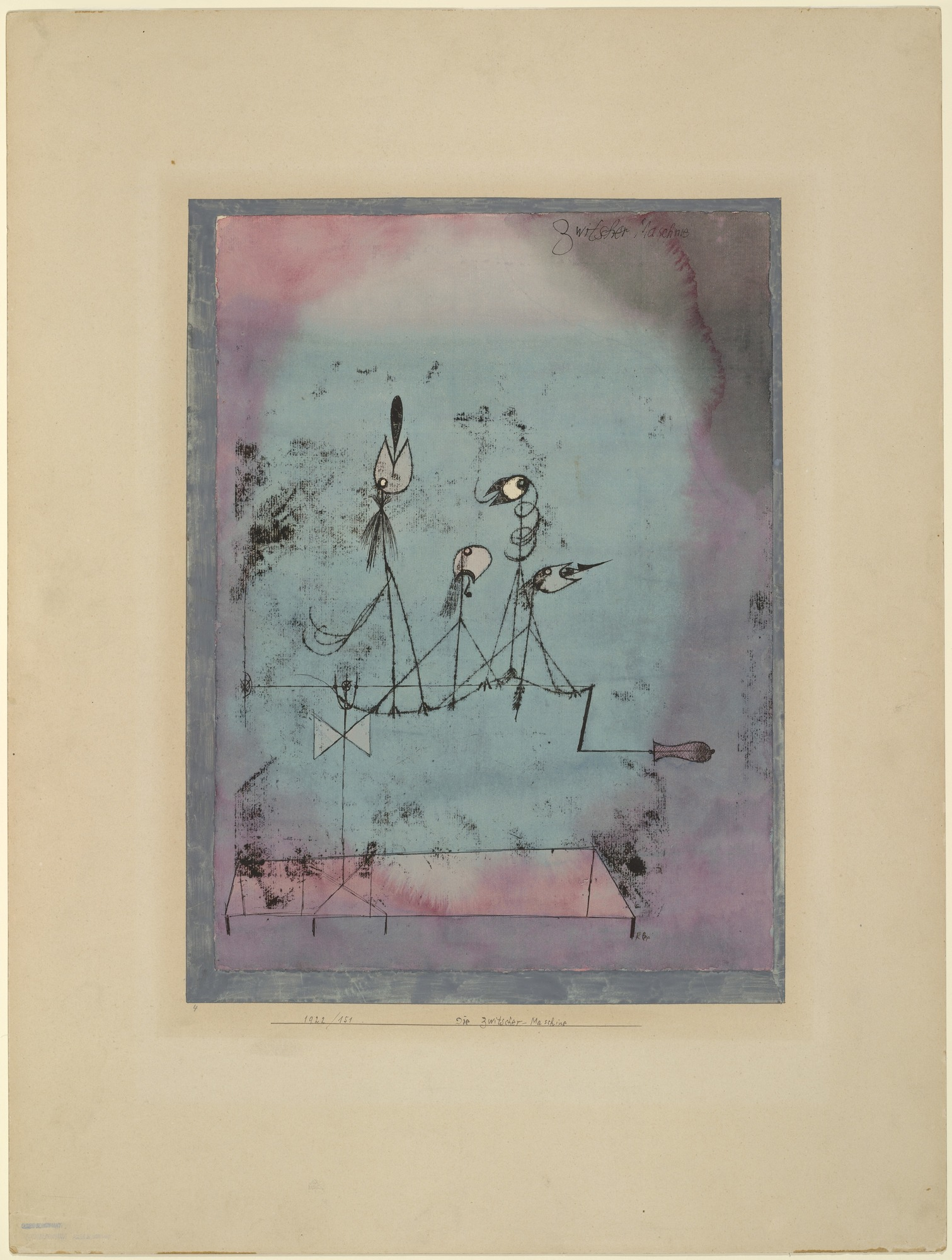
Paul Klee: Die Zwitscher-Maschine. 1922. Ölpause und Aquarell auf Papier auf Karton, 41,3 × 30,5 cm

## Geschichte
Die Online-Zeitschrift Zwitscher-Maschine wurde 2015 auf Initiative der Paul Klee-Forscher Osamu Okuda und Walther Fuchs und mit Unterstützung von Peter Fischer, dem ehemaligen Direktor des Zentrums Paul Klee gegründet.
Der Name Zwitscher-Maschine bezieht sich auf den Namen des Werks von Paul Klee aus dem Jahr 1922 (The Museum of Modern Art, New York).

## Online-Archiv (Repository) und Verfügbarkeit
Die einzelnen Aufsätze und die Zeitschrift als Ganzes sind auf dem Repository Zenodo hinterlegt und auf der Webseite der Zeitschrift wie in Bibliothekskatalogen verfügbar. Ein Digital Object Identifier (DOI) kennzeichnet jeden Aufsatz eindeutig und dauerhaft auf dem Repository.

## Redaktion
Das Redaktionsteam setzt sich zusammen aus Osamu Okuda (Zentrum Paul Klee), Walther Fuchs (Digiboo Verlag) und Marianne Keller Tschirren, Leiterin Archiv/Bibliothek/Forschung, Zentrum Paul Klee, Bern.